# كتنيولة
كُتِنيُولة أو كُتِنيُولا أو (نقحرة: كوتينيولا) (بالإيطالية: Cotignola)‏ هي بلدية في مقاطعة رافينا في إقليم إميليا رومانيا الإيطالي.

## السكان
في سنة 1861 بلغ عدد السكان 6٬160 نسمة، وتطور العدد ليصل في سنة 2011 لـ 7٬384 نسمة.
يظهر هذا المخطط البياني تطور النمو السكاني لـ كُتِنيُولة

## توأمة
لكُتِنيولة اتفاقيات توأمة مع كل من:
- هوتلينغن
- Delle [الإنجليزية]‏